# Hollywood Film Awards 2015
La 19ª edizione degli Hollywood Film Awards si è svolta il 1 novembre 2015 a Los Angeles in California. La cerimonia è stata presentata da James Corden.

## Vincitori

### Premio alla carriera
- Robert De Niro

### Miglior produttore
- Ridley Scott - Sopravvissuto - The Martian (The Martian)

### Miglior regista
- Tom Hooper - The Danish Girl

### Miglior attore
- Will Smith - Zona d'ombra (Concussion)

### Miglior attrice
- Carey Mulligan - Suffragette

### Miglior attore non protagonista
- Benicio del Toro - Sicario

### Miglior attrice non protagonista
- Jane Fonda - Youth - La giovinezza (Youth)

### Miglior attore rivelazione
- Joel Edgerton - Black Mass - L'ultimo gangster (Black Mass)

### Miglior attrice rivelazione
- Alicia Vikander - The Danish Girl

### Miglior volto nuovo
- Saoirse Ronan - Brooklyn

### Miglior cast
- Kurt Russell, Jennifer Jason Leigh, Channing Tatum, Bruce Dern, Tim Roth, Michael Madsen, Walton Goggins e Demián Bichir - The Hateful Eight

### Miglior cast emergente
- Corey Hawkins, O'Shea Jackson Jr. e Jason Mitchell - Straight Outta Compton

### Miglior attore in una commedia
- Amy Schumer - Un disastro di ragazza (Trainwreck)

### Miglior regista rivelazione
- Adam McKay - La grande scommessa (The Big Short)

### Miglior sceneggiatore
- Tom McCarthy e Josh Singer - Il caso Spotlight (Spotlight)

### Miglior blockbuster
- Fast & Furious 7 (Fast 7), regia di James Wan

### Miglior canzone
- Wiz Khalifa e Charlie Puth - See You Again per Fast & Furious 7

### Miglior film d'animazione
- Inside Out, regia di Pete Docter

### Miglior documentario
- Asif Kapadia - Amy

### Miglior fotografia
- Janusz Kaminski - Il ponte delle spie (Bridge of Spies)

### Miglior compositore
- Alexandre Desplat - The Danish Girl e Suffragette

### Miglior montatore
- David Rosenbloom - Black Mass - L'ultimo gangster (Black Mass)

### Migliori effetti visivi
- Tim Alexander - Jurassic World

### Miglior sonoro
- Gary Rydstrom - Il ponte delle spie (Bridge of Spies)

### Migliori costumi
- Sandy Powell - Cenerentola (Cinderella)

### Miglior trucco e acconciatura
- Lesley Vanderwalt - Mad Max: Fury Road

### Miglior scenografia
- Colin Gibson - Mad Max: Fury Road